# Табірний (Дніпро)
Табірний, Лагерний (рос.), Лагерка (рос. скорочене) — назва одного з центральних районів міста Дніпро, що тягнеться вздовж проспекту Науки (колишня Табірна вулиця); колишній катеринославський військовий район.

## Історія місцевості

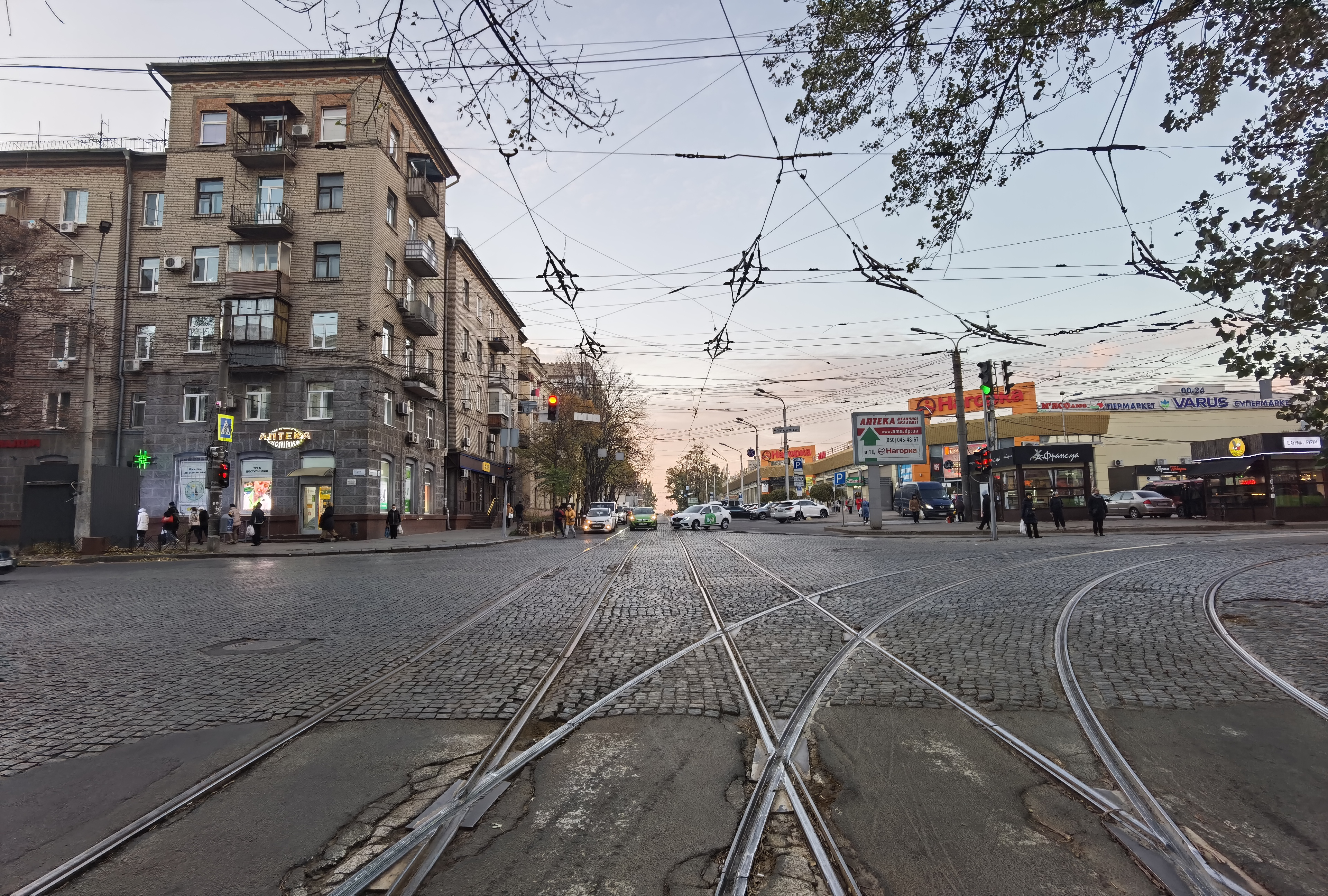
ТЦ Нагорка праворуч, на місці колишнього Табірного ринку.

Назва місцевості походить від Табірної вулиці (сучасний проспект Науковий), що, в свою чергу, отримала назву від таборів російського війська, що розташовувався на південних околицях Катеринослава із середини XIX ст. на схід і південь від вулиці Севастопольської. Тут була значна російська військова залога військових артилерійських і піхотних таборів. 
Табірним називали і ринок, що був на перехресті вул. Табірної та Чернишевського. 
В часи Кримської війни сюди звозили військових поранених. Десятки тисяч з них померли і поховані на Севастопольському кладовищі (сучасний Севастопольський парк). 
В 1908 році на тодішній межі міської забудови по Табірній вулиці було побудовано казарми Феодосійського (район сучасної Феодосійської вулиці) і Сімферопольського (зараз Сімферопольська вулиця) полків. В радянський час тут було створено Ракетне військове училище (зараз Дніпропетровський державний університет внутрішніх справ), що використовувало Феодосійські казарми для поселення своїх курсантів.
Табірну вулицю перейменовано у 1961 року на проспект Гагаріна (нині — проспект Науки).

## Опис місцевості

### Межі
Територія місцевості на пагорбі південніше Нагірного району від вулиці Чернишевського (хоча на іншій стороні вулиці була розташована площа Абрамовича з військовим Хрестовоздвиженським собором). В широкому сенсі — вся територія вздовж проспекту Науки, у вузькому сенсі — територія вздовж проспекту від Лагерного ринку до ДІІТ. На заході обмежена Довгим байраком струмка Жабокряч; на сході — схилом до дніпровської заплави, де розташована Мандриківка.

### Головні вулиці
Проспект Науки, вулиці Севастопольська, Погребняка.

### Транспорт
Трамвай 1, 5. Тролейбуси А, Б, 16. Планується провести метро під проспектом Науки.

### Навчальні заклади
- Дніпровський державний медичний університет
- Дніпропетровський державний університет внутрішніх справ
- Дніпровський національний університет залізничного транспорту імені академіка В. Лазаряна